# Предгорненское сельское поселение (Северная Осетия)
Предго́рненское се́льское поселе́ние — муниципальное образование в Моздокском районе Республики Северная Осетия — Алания Российской Федерации.
Административный центр — село Предгорное.

## География
Муниципальное образование расположено в юго-восточной части Моздокского района. В состав сельского поселения входят два населённых пункта. Площадь сельского поселения составляет — 51,96 км2.
Граничит с землями муниципальных образований: Сельское поселение Вознесенское на востоке, городским округом Малгобек на юге, Сельское поселение Вежарий на западе, а также с землями Кизлярского, Киевского и Терского поселений на севере.
Сельское поселение расположено у северного подножия Терского хребта, на участке Моздокского района вдающегося в территорию республики Ингушетия. Рельеф местности преимущественно холмистый с увеличением перепадов относительных высот на юге. Средние высоты на территории муниципального образования составляют 350 метров над уровнем моря. Абсолютные высоты достигают 500 метров над уровнем моря.
Гидрографическая сеть представлена на территории муниципального образования представлена слабо. За исключением родниковых речек, это артерия Надтеречного канала, тянущегося вдоль северной окраины сельского поселения.
Климат влажный умеренный с тёплым летом. Среднегодовая температура воздуха составляет +9,5°С. Температура воздуха в среднем колеблется от +22,0°С в июле, до -3,7°С в январе. Среднегодовое количество осадков составляет около 640 мм. Основное количество осадков выпадает в период с мая по июль. В конце лета часты суховеи, дующие территории Прикаспийской низменности.

## История
Статус и границы сельского поселения установлены Законом Республики Северная Осетия-Алания от 5 марта 2005 года № 16-рз «Об установлении границ муниципального образования Моздокский район, наделении его статусом муниципального района, образовании в его составе муниципальных образований - городского и сельских поселений и установлении их границ»

## Население
| 2002  | 2010  | 2011  | 2012  | 2013  | 2014  | 2015  |
| ----- | ----- | ----- | ----- | ----- | ----- | ----- |
| 1404  | ↘1183 | →1183 | ↘1178 | ↗1207 | ↗1215 | ↗1225 |
| 2016  | 2017  | 2018  | 2019  | 2020  | 2021  | 2023  |
| ↘1222 | ↘1211 | ↗1215 | ↗1223 | ↗1226 | ↗1290 | →1290 |
| 2024  | 2025  |       |       |       |       |       |
| ↗1300 | ↗1306 |       |       |       |       |       |

Процент от населения района — 1.61 %
Плотность — 25.13 чел./км2.

### Национальный состав
По данным Всероссийской переписи населения 2010 года:
| Народ   | Численность, чел. | Доля от всего населения, % |
| ------- | ----------------- | -------------------------- |
| кумыки  | 1 034             | 87,4 %                     |
| чеченцы | 110               | 9,3 %                      |
| ингуши  | 28                | 2,4 %                      |
| другие  | 11                | 0,9 %                      |
| всего   | 1 183             | 100 %                      |

## Состав поселения
| № | Населённый пункт | Тип населённого пункта       | Население | Доля от населения (%) |
| - | ---------------- | ---------------------------- | --------- | --------------------- |
| 1 | Малый Малгобек   | село                         | ↗145      | 10,6 %                |
| 2 | Предгорное       | село, административный центр | ↗1145     | 89,4 %                |

## Местное самоуправление
Администрация Предгорненского сельского поселения — село Предгорное, ул. Школьная, 24.
Структуру органов местного самоуправления сельского поселения составляют:
- Глава сельского поселения — Ибрагимов Хожахмат Умарович.
- Администрация Предгорненского сельского поселения — состоит из 5 человек.
- Совет местного самоуправления Предгорненского сельского поселения — состоит из 10 депутатов.